# 멜란지
멜란지(Melange)는 프랭크 하버트의 공상과학소설 《듄》에 등장하는 자원이다.
멜란지는 전 우주에서 가장 가치있는 자원이다. 기본적으로 멜란지는 사람의 노화를 지연시키는 효능을 지녀 지속적으로 섭취할 시 인간의 수명을 500년 가량까지 연장시킬 수 있다. 또한 멜란지는 사람의 정신능력을 증가시키며 일종의 예지능력을 부여하게 되는데, 이는 우주 항행 길드의 항법사들이 우주선을 공간을 워프시켜 이동시키는 데에 필수적이기 때문에 듄의 세계관에서 행성간 이동에 있어 멜란지는 없어서는 안될 자원이다. 스파이스 멜란지를 다량으로 혹은 지속적으로 섭취하면 중독되게 되는데, 스파이스에 중독되면 눈동자와 눈의 흰자가 푸른 색으로 변한다. 스파이스에 중독된 이후에는 스파이스를 계속 섭취해야만 하며, 스파이스 공급이 중단되면 중독자는 곧 사망하게 된다.
스파이스 멜란지는 전 우주 내에서, 오직 아라키스 행성의 사막 표면에서만 채취된다.

## 같이 보기
- 누트로픽
- 실로시빈